# Jean Depussé
Pour les articles homonymes, voir Depussé.
Jean Depussé, mort le 12 mars 2006, est un journaliste, écrivain et acteur français, frère de l'écrivaine et psychanalyste Marie Depussé.

## Biographie

### Parcours journalistique
Après avoir reçu, aux dires de Depussé, une confidence involontaire d'un ami truand et ancien barbouze au sujet de la mort de l'acteur et humoriste Coluche le 19 juin 1986, il a constitué un dossier d'enquête, interviewé les témoins du drame et recoupé leurs déclarations, et il a commencé et coécrit avec Antoine Casubolo, un livre d'enquête sur les circonstances de la mort à moto de Coluche. Jean Depussé s'y accusa aussi d'avoir participé aux attentats contre Joaquín Zenteno Anaya (pour son implication dans la mort de Che Guevara), contre le chef de la police secrète espagnole Bartholomé Garcia Plata-Valle et contre le chef de las bérets verts espagnols Ramon Pradal.

### Parcours d'acteur
Il a également joué dans des films dont : L'Honneur d'un capitaine (1981) et Inspecteur Lavardin (1985).

### Décès
Il est mort d'un cancer du cerveau en 2006 quelques semaines avant la publication de leur livre.

## Filmographie
- 1976 :  Les Conquistadores : Le croque-mort
- 1978 : Violette Nozière
- 1982 : L'Honneur d'un capitaine de Pierre Schoendoerffer : Adjudant
- 1986 : Inspecteur Lavardin : Volga, photographe

## Publications
- Jean Depussé et Antoine Casubolo, Coluche, l'accident, éditions Privé, 19 mai 2006, 227 p. (ISBN 978-2-35076-026-1), p. 227
- Jean Depussé et Antoine Casubolo, Coluche, l'accident, contre-enquête - réédition 2024 augmentée des interviews audio, Digital Index Éditeur, 19 juin 2024, 222 p.  (ISBN 9798328230049 et 9788899283278)